# Dolgan
El dolgan és una llengua turquesa amb aproximadament un miler de parlants. És la llengua dels dolgans, un poble que viu a la península de Taimir, al nord de Sibèria. Té cert reconeixement local al districte de Taimíria (del krai de Krasnoiarsk), on viuen la majoria de dolgans, i a la República de Sakhà on també n'hi ha una petita població. El seu ús està en clar declivi perquè se n'està perdent la transmissió generacional.
Antigament era molt proper al iacut, però la influència de l'evenki ha fet que se n'anés separant.

## Alfabet
A principis del segle xx s'escrivia emprant l'alfabet llatí, però acabà canviant al ciríl·lic influït pel iacut que també canvià al ciríl·lic l'any 1939. No obstant això, des de llavors ha tingut diverses versions d'alfabets emprant lletres ciríl·liques. Actualment, s'utilitza el següent:

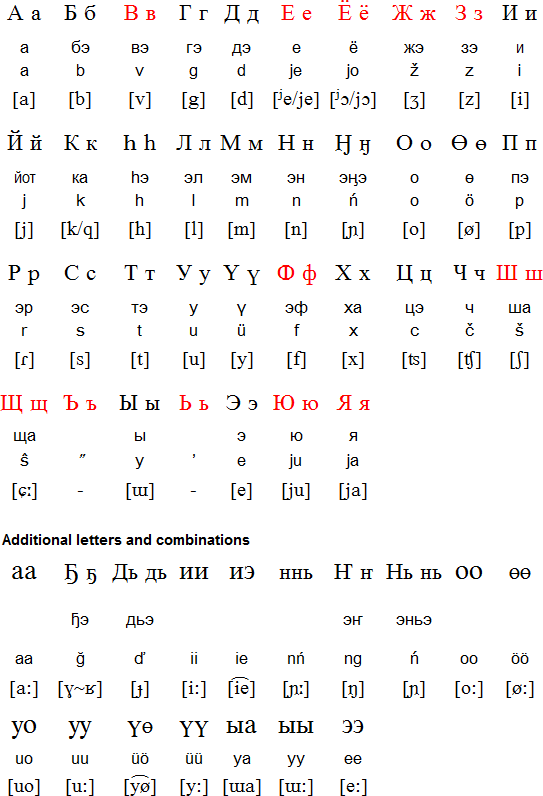
Alfabet dolgan amb la pronúncia de les lletres